# Ferdinand Kroh

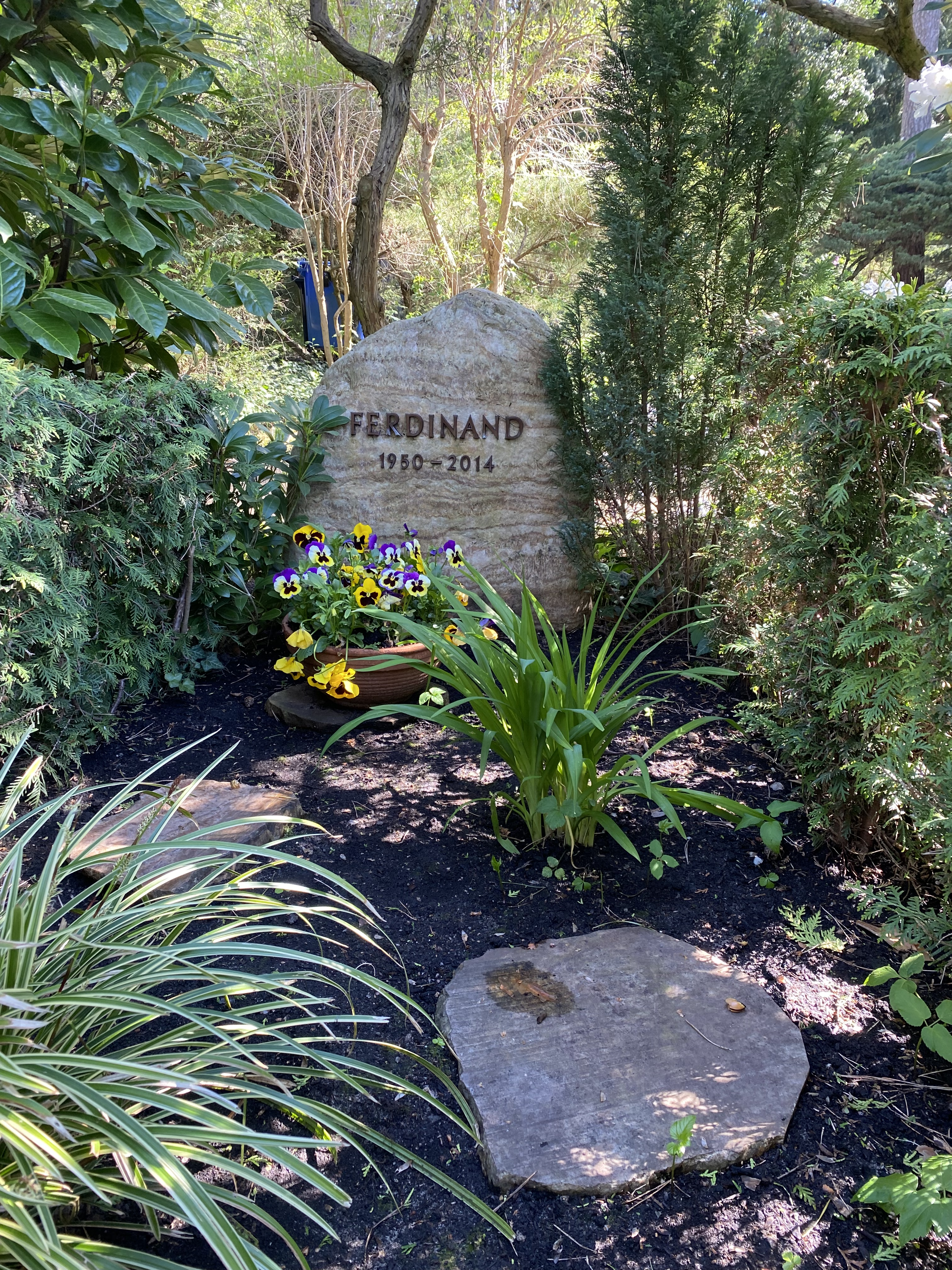
Grabstätte auf dem Waldfriedhof Dahlem

Ferdinand Kroh (geboren am 19. Oktober 1950 in West-Berlin; gestorben am 14. Juni 2014 in Berlin) war ein deutscher Journalist und Sachbuchautor. 

## Leben
Ferdinand Kroh besuchte in Berlin die Walther Rathenau-Schule und studierte bis 1976 Politologie mit Diplomabschluss an der Freien Universität Berlin. Er arbeitete zunächst als freier Autor für Feature, Schulfunk und Familienprogramm der Rundfunksender SFB und RIAS sowie für weitere Hörfunkredaktionen in der ARD und des Deutschlandfunks. 1980/81 war er Reportagechef und Nachrichtenredakteur bei der Berliner Tageszeitung Der Abend. 1986 war er Studiochef von Ufa Radio-RTL in Berlin, danach von 1987 bis 1992 DDR- und Berlin-Korrespondent für RTL-Radio, 1988 bis 2003 Deutschlandkorrespondent von Radio Z (Zürich), sowie für weitere deutschsprachige Privatradiosender.
Kroh war Stoffentwickler und Drehbuchautor für mehrere Fernsehreportagen. Ab 1978 erschloss Kroh als erster deutscher Autor den jüdischen Widerstand gegen den Nationalsozialismus journalistisch.
Ferdinand Kroh wurde auf dem Waldfriedhof Dahlem (Feld 008-192) beigesetzt.

## Schriften und Produktionen (Auswahl)
Schriften
- (Hrsg.): „Freiheit ist immer Freiheit …“ Die Andersdenkenden in der DDR. Ullstein, Frankfurt/Main, 1988, ISBN 3-548-34489-5
- David kämpft. Vom jüdischen Widerstand gegen Hitler. Rowohlt, Hamburg 1988, ISBN 349915644X
- Wendemanöver. Die geheimen Wege zur Wiedervereinigung. München: Hanser, 2005; überarbeitete Neuauflage 2011

Produktionen
- 1980 Drei Frauen im Widerstand gegen Hitler, SFB
- 1982 Das andere Leben des Joachim Blöhm – Lebenslänglich auf den Malediven (NDR/BR)
- 1983 Menschen ohne Schatten – jüdischer Untergrund in Berlin (SFB)
- 1987–95 TV-Reportagen für Kennzeichen D (ZDF), sowie Fakt und plusminus (ARD)
- 1993 Die Greiferin – eine Jüdin arbeitet für die Gestapo (ORB/SWF) (Nach der Vita von Stella Goldschlag)
- 1994 Chasak-Sei stark! – Jüdischer Untergrund in Europa (3Sat)
- 2004 Vom Politbüro ins Irrenhaus. Der Fall Herbert Häber (NDR/ARD)